# 한송초등학교
한송초등학교는 대한민국 충청북도 제천시에 있는 공립 초등학교이다.

## 학교 연혁
- 1932년 3월 5일: 한수공립보통학교 부설 간이학교 설립인가
- 1944년 4월 25일: 송계초등학교 개교
- 1998년 3월 1일: 초, 중 통합 운영

## 참고 자료
- 한송초등학교 - 한국교육학술정보원 학교알리미